# Municipio de Albert (Míchigan)
El municipio de Albert (en inglés: Albert Township) es un municipio ubicado en el condado de Montmorency en el estado estadounidense de Míchigan. En el año 2010 tenía una población de 2526 habitantes y una densidad poblacional de 13,86 personas por km².

## Geografía
El municipio de Albert se encuentra ubicado en las coordenadas 44°53′29″N 84°14′37″O / 44.89139, -84.24361. Según la Oficina del Censo de los Estados Unidos, el municipio tiene una superficie total de 182.24 km², de la cual 170,05 km² corresponden a tierra firme y (6,69 %) 12,19 km² es agua.

## Demografía
Según el censo de 2010, había 2526 personas residiendo en el municipio de Albert. La densidad de población era de 13,86 hab./km². De los 2526 habitantes, el municipio de Albert estaba compuesto por el 97,62 % blancos, el 0,28 % eran afroamericanos, el 0,24 % eran amerindios, el 0,04 % eran asiáticos, el 0,12 % eran de otras razas y el 1,7 % eran de una mezcla de razas. Del total de la población el 0,91 % eran hispanos o latinos de cualquier raza.